# 追風山裕邦
追風山 裕邦（おいてやま ひろくに、1938年6月16日 - 2014年1月2日）は、青森県北津軽郡嘉瀬村（現・同県五所川原市）出身で立浪部屋（入門時は追手風部屋）に所属した大相撲力士。本名は山口 貢（やまぐち みつぐ）。最高位は東前頭6枚目（1962年11月場所）。現役時代の体格は181cm、 131kg。得意手は左四つ、寄り、上手投げ。現在の追手風親方（元前頭2・大翔山直樹）の岳父。
なお、夫人は最初の師匠・8代追手風（元大関・清水川）の義理の姪（夫人の叔母が、師匠の後妻に当たる）である。

## 来歴
5人兄弟の末っ子として生まれ、子供の時から体格が大きく多くの相撲大会に出て活躍していた。その活躍ぶりが、同郷で追手風部屋に所属した元幕下力士・清水岩の目に止まり、中学校在学中に同部屋へ入門する事となった。
1953年5月場所にて、14歳で初土俵、翌場所から立浪部屋所属となった。序ノ口に付いた時の四股名は、師匠の元大関・清水川から1字を取った「清櫻」であった。
なお、改名後の「追手山」および「追風山」は、いずれも追手風部屋に因んでいる。
以来、1954年1月場所で序二段、1955年1月場所で三段目へ昇進。1956年1月場所では幕下昇進と、順調に出世街道を走った。
1959年1月場所、20歳で十両に昇進。その後、1960年5月場所で新入幕を果たした。
非力だが重い腰を生かした寄りや上手投げを得意としたが、組んでも頭を下げず勝ち味も遅くて幕内上位へ進出できず、1969年5月場所限りで引退した。
引退後は年寄・大鳴戸から同・追手風を襲名し、長らく立浪部屋の部屋付き親方でいた。だが、娘婿である元前頭2・大翔山の中川親方に追手風部屋再興を託して、追手風と中川の年寄名跡を交換。
この間、元・大翔山とともに友綱部屋に移り、1998年には元・大翔山の11代追手風親方の独立とともに追手風部屋に移籍。以降は、部屋付き親方として停年退職まで部屋の運営をサポートした。
停年退職後は埼玉県内で暮らしていたが、2014年1月2日に心停止のため75歳で急逝した。

## 年譜
- 1953年5月：追手風部屋より、初土俵を踏む。
- 1959年1月：十両に昇進。
- 1960年5月：追手山寅次郎の四股名で、新入幕。
- 1962年1月：追手山貢の四股名で、再入幕。
- 1962年11月：自己最高位となる、東前頭6枚目に昇進。
- 1965年1月：追手風部屋が、立浪部屋に吸収合併される。
- 1965年11月：追風山裕邦と改名（上の名の読みは、「おいてやま」のまま）。
- 1969年5月：引退。年寄・大鳴戸襲名。その後、年寄・追手風を襲名。
- 1998年2月：年寄・中川（元・大翔山）と名跡を交換。

## 主な成績・記録
- 通算成績：577勝545敗18休　勝率.515
- 幕内成績：107勝133敗15休　勝率.446
- 十両成績：358勝331敗1休　勝率.520
- 現役在位：88場所
- 幕内在位：17場所
- 十両在位：46場所
- 各段優勝
  - 十両優勝：1回（1964年11月場所）

### 場所別成績
| | 一月場所 初場所（東京） | 三月場所 春場所（大阪） | 五月場所 夏場所（東京）  | 七月場所 名古屋場所（愛知） | 九月場所 秋場所（東京） | 十一月場所 九州場所（福岡） |
| --- | ----------------------- | ----------------------- | ------------------------ | --------------------------- | ----------------------- | --------------------------- |
| 1953年 （昭和28年） | x                       | x                       | 西新序 0–3               | x                           | 東序ノ口筆頭 2–6        | x                           |
| 1954年 （昭和29年） | 東序二段64枚目 5–3      | 西序二段24枚目 5–3      | 東序二段7枚目 3–5        | x                           | 西序二段11枚目 5–3      | x                           |
| 1955年 （昭和30年） | 西三段目66枚目 5–3      | 東三段目40枚目 5–3      | 東三段目24枚目 4–4       | x                           | 東三段目20枚目 7–1      | x                           |
| 1956年 （昭和31年） | 西幕下59枚目 5–3        | 西幕下46枚目 4–4        | 西幕下44枚目 5–3         | x                           | 西幕下39枚目 5–3        | x                           |
| 1957年 （昭和32年） | 西幕下27枚目 5–3        | 西幕下18枚目 3–5        | 西幕下23枚目 5–3         | x                           | 西幕下19枚目 4–4        | 西幕下19枚目 3–3–2          |
| 1958年 （昭和33年） | 西幕下26枚目 5–3        | 東幕下20枚目 6–2        | 西幕下11枚目 4–4         | 西幕下10枚目 4–4            | 西幕下9枚目 6–2         | 東幕下3枚目 7–1             |
| 1959年 （昭和34年） | 西十両22枚目 12–3       | 西十両7枚目 7–8         | 西十両8枚目 9–6          | 東十両6枚目 6–9             | 西十両9枚目 7–8         | 東十両10枚目 8–7            |
| 1960年 （昭和35年） | 西十両8枚目 9–6         | 西十両5枚目 11–4        | 東前頭17枚目 8–7         | 東前頭13枚目 3–12           | 東十両6枚目 8–7         | 東十両5枚目 5–10            |
| 1961年 （昭和36年） | 西十両10枚目 9–6        | 東十両5枚目 8–7         | 西十両2枚目 6–9          | 東十両6枚目 10–5            | 西十両筆頭 7–8          | 西十両3枚目 10–5            |
| 1962年 （昭和37年） | 西前頭13枚目 9–6        | 西前頭9枚目 6–9         | 西前頭10枚目 9–6         | 西前頭8枚目 8–7             | 西前頭7枚目 8–7         | 東前頭6枚目 4–11            |
| 1963年 （昭和38年） | 西前頭12枚目 6–9        | 西前頭15枚目 5–10       | 西十両5枚目 7–8          | 西十両6枚目 6–9             | 西十両8枚目 5–10        | 東十両16枚目 9–6            |
| 1964年 （昭和39年） | 西十両7枚目 9–6         | 東十両5枚目 9–6         | 西十両3枚目 6–9          | 東十両8枚目 7–8             | 東十両9枚目 10–5        | 東十両3枚目 優勝 13–2       |
| 1965年 （昭和40年） | 東前頭13枚目 9–6        | 西前頭7枚目 休場 0–0–15 | 東十両2枚目 5–10         | 東十両7枚目 7–8             | 西十両7枚目 8–7         | 東十両5枚目 6–9             |
| 1966年 （昭和41年） | 東十両7枚目 9–6         | 東十両2枚目 10–5        | 東前頭14枚目 9–6         | 西前頭9枚目 6–9             | 西前頭11枚目 8–7        | 西前頭6枚目 6–9             |
| 1967年 （昭和42年） | 東前頭10枚目 3–12       | 東十両5枚目 8–7         | 西十両6枚目 9–6          | 西十両2枚目 5–10            | 東十両9枚目 9–6         | 西十両5枚目 7–8             |
| 1968年 （昭和43年） | 西十両6枚目 8–7         | 東十両4枚目 6–9         | 東十両9枚目 7–7–1        | 西十両10枚目 9–6            | 西十両4枚目 4–11        | 東十両12枚目 9–6            |
| 1969年 （昭和44年） | 西十両7枚目 9–6         | 東十両4枚目 5–10        | 東十両12枚目 引退 5–10–0 | x                           | x                       | x                           |
| 各欄の数字は、「勝ち-負け-休場」を示す。 優勝 引退 休場 十両 幕下 三賞：敢=敢闘賞、殊=殊勲賞、技=技能賞 その他：★=金星 番付階級：幕内 - 十両 - 幕下 - 三段目 - 序二段 - 序ノ口 幕内序列：横綱 - 大関 - 関脇 - 小結 - 前頭（「#数字」は各位内の序列） |                         |                         |                          |                             |                         |                             |

### 幕内対戦成績
| 力士名 | 勝数 | 負数 | 力士名 | 勝数 | 負数 | 力士名   | 勝数 | 負数 | 力士名   | 勝数 | 負数 |
| ------ | ---- | ---- | ------ | ---- | ---- | -------- | ---- | ---- | -------- | ---- | ---- |
| 青ノ里 | 2    | 6    | 朝岡   | 1    | 0    | 浅瀬川   | 0    | 2    | 朝ノ海   | 3    | 1    |
| 天津風 | 2    | 1    | 荒岐山 | 1    | 1    | 荒波     | 1    | 0    | 泉洋     | 1    | 0    |
| 一乃矢 | 1    | 0    | 岩風   | 2    | 5    | 宇多川   | 3    | 2    | 及川     | 1    | 0    |
| 扇山   | 4    | 2    | 大晃   | 3    | 2    | 岡ノ山   | 4    | 0    | 小城ノ花 | 3    | 2    |
| 海山   | 0    | 1    | 海乃山 | 2    | 1    | 開隆山   | 1    | 3    | 金乃花   | 5    | 2    |
| 北の洋 | 2    | 0    | 君錦   | 1    | 3    | 清勢川   | 1    | 2    | 麒麟児   | 0    | 1    |
| 栗家山 | 2    | 0    | 琴櫻   | 0    | 1    | 佐田の山 | 0    | 1    | 潮錦     | 0    | 2    |
| 信夫山 | 1    | 0    | 大豪   | 2    | 2    | 大心     | 1    | 1    | 大鵬     | 0    | 1    |
| 大文字 | 1    | 1    | 大雄   | 2    | 1    | 玉嵐     | 0    | 1    | 玉乃海   | 1    | 1    |
| 玉響   | 0    | 1    | 常錦   | 1    | 2    | 鶴ヶ嶺   | 3    | 5    | 出羽錦   | 0    | 4    |
| 時津山 | 0    | 1    | 栃王山 | 1    | 0    | 栃ノ海   | 1    | 1    | 栃光     | 0    | 2    |
| 豊國   | 2    | 6    | 成山   | 0    | 1    | 羽黒花   | 1    | 1    | 羽黒山   | 1    | 1    |
| 長谷川 | 0    | 1    | 花光   | 2    | 2    | 羽子錦   | 1    | 0    | 廣川     | 2    | 5    |
| 福田山 | 0    | 2    | 福の花 | 2    | 1    | 房錦     | 0    | 2    | 富士錦   | 0    | 3    |
| 藤ノ川 | 1    | 0    | 二子岳 | 0    | 1    | 双ツ龍   | 0    | 2    | 星甲     | 4    | 1    |
| 前田川 | 1    | 4    | 前の山 | 1    | 2    | 松登     | 1    | 0    | 禊鳳     | 0    | 2    |
| 宮ノ花 | 1    | 0    | 宮柱   | 1    | 0    | 明武谷   | 0    | 4    | 豊山     | 0    | 1    |
| 義ノ花 | 2    | 2    | 芳野嶺 | 1    | 1    | 若駒     | 1    | 0    | 若杉山   | 2    | 0    |
| 若秩父 | 2    | 4    | 若天龍 | 1    | 4    | 若鳴門   | 3    | 2    | 若ノ海   | 2    | 2    |
| 若ノ國 | 1    | 1    | 若乃洲 | 1    | 3    | 若羽黒   | 1    | 2    | 若二瀬   | 2    | 0    |
| 若前田 | 3    | 4    |        |      |      |          |      |      |          |      |      |

## 改名歴
- 清櫻 貢（きよざくら みつぐ）1953年9月場所 - 1958年7月場所
- 追手山 貢（おいてやま みつぐ）1958年9月場所 - 1960年3月場所
- 追手山 寅次郎（おいてやま とらじろう）1960年5月場所 - 1961年11月場所
- 追手山 貢（おいてやま みつぐ）1962年1月場所 - 1965年9月場所
- 追風山 裕邦（おいてやま ひろくに）1965年11月場所 - 1969年5月場所（引退）

## 年寄変遷
- 大鳴戸 裕邦（おおなると ひろくに）1969年5月 - 1969年11月
- 追手風 裕邦（おいてかぜ ひろくに）1969年11月 - 1998年2月
- 中川 裕邦（なかがわ ひろくに）1998年2月 - 1998年5月
- 中川 貢（- みつぐ）1998年5月 - 2003年6月（停年退職）